# 智能鎖
智能锁是一种机电锁，它通過無線協議從授權設備接受指令和加密密鑰以执行锁定和解锁操作。它还有监视功能并能发送警报。智能锁也被视为智能家居一部分。
大多数智能锁安装在傳統普通机械锁上，并且从物理上升级普通锁。
与传统锁一样，智能锁需要两个主要部分来工作：锁和钥匙。智能锁钥匙並不是物理钥匙，而是智能手机或是通过无线方式执行自动解锁的特殊密钥卡。
智能锁允许用户可以通过电子邮件或SMS等方法将虛擬鑰匙发送到他人的智能手机上。當接收者收到此虛擬鑰匙后，他将能够在发送者指定的條件下解锁智能锁。
智能锁通过低功耗蓝牙和SSL进行通信，并使用128/256位AES進行加密。